# Siikajoki
Siikajoki é um município da província de Oulu, na Finlândia, integrando a região de Ostrobótnia do Norte. Fundado em 1868, Siikajoki está localizado a cerca de 35 quilómetros ao sul de Oulu.
O município tem uma população de 5.571 habitantes (estimativas de março de 2010) distribuídos por uma área geográfica de 1.651,75 km². A densidade populacional do município é de 5,48 hab/km². Todos os habitantes da cidade falam unanimamente o finlandês.

## História
O atual concelho de Siikajoki consiste em três antigos municípios chamados Paavola e Revonlahti, que foram incorporados no município de Ruukki em 1973. Os municípios de Ruukki e Siikajoki foram dissolvidos e substituídos pelo novo município de Siikajoki em 1 de janeiro de 2007.